# Barenton-sur-Serre
Barenton-sur-Serre és un municipi francès situat al departament de l'Aisne i a la regió dels Alts de França. L'any 2007 tenia 111 habitants.

## Demografia

### Població
El 2007 la població de fet de Barenton-sur-Serre era de 111 persones. Hi havia 48 famílies de les quals 12 eren unipersonals (4 homes vivint sols i 8 dones vivint soles), 20 parelles sense fills i 16 parelles amb fills.
La població ha evolucionat segons el següent gràfic:
Habitants censats

### Habitatges
El 2007 hi havia 52 habitatges, 48 eren l'habitatge principal de la família i 4 estaven desocupats. Tots els 52 habitatges eren cases. Dels 48 habitatges principals, 37 estaven ocupats pels seus propietaris, 10 estaven llogats i ocupats pels llogaters i 1 estava cedit a títol gratuït; 7 tenien tres cambres, 10 en tenien quatre i 31 en tenien cinc o més. 41 habitatges disposaven pel capbaix d'una plaça de pàrquing. A 22 habitatges hi havia un automòbil i a 22 n'hi havia dos o més.

### Piràmide de població
La piràmide de població per edats i sexe el 2009 era:
| Homes | Edats   | Dones |
| ----- | ------- | ----- |
| 0     | 95 o +  | 0     |
| 0     | 90 a 94 | 0     |
| 0     | 85 a 89 | 4     |
| 0     | 80 a 84 | 0     |
| 0     | 75 a 79 | 0     |
| 4     | 70 a 74 | 0     |
| 0     | 65 a 69 | 12    |
| 0     | 60 a 64 | 0     |
| 4     | 55 a 59 | 0     |
| 8     | 50 a 54 | 8     |
| 0     | 45 a 49 | 4     |
| 0     | 40 a 44 | 0     |
| 8     | 35 a 39 | 4     |
| 0     | 30 a 34 | 4     |
| 12    | 25 a 29 | 4     |
| 0     | 20 a 24 | 4     |
| 0     | 15 a 19 | 0     |
| 0     | 10 a 14 | 0     |
| 16    | 5 a 9   | 0     |
| 4     | 0 a 4   | 0     |

## Economia
El 2007 la població en edat de treballar era de 74 persones, 61 eren actives i 13 eren inactives. De les 61 persones actives 60 estaven ocupades (31 homes i 29 dones) i 1 aturada (1 dona i 1 dona). De les 13 persones inactives 6 estaven jubilades, 2 estaven estudiant i 5 estaven classificades com a «altres inactius».
Activitats econòmiques
Dels 4 establiments que hi havia el 2007, 1 era d'una empresa extractiva, 1 d'una empresa de construcció i 2 d'empreses de comerç i reparació d'automòbils.
L'únic servei als particulars que hi havia el 2009 era un paleta.
L'únic establiment comercial que hi havia el 2009 era una floristeria.
L'any 2000 a Barenton-sur-Serre hi havia 5 explotacions agrícoles.

## Poblacions més properes
El següent diagrama mostra les poblacions més properes.